# 孔靖
孔 靖（こう せい、347年 - 422年）は、東晋から南朝宋にかけての官僚。字は季恭。会稽郡山陰県の人。本貫は魯郡曲阜県。孔子の二十六世の孫とされる。

## 経歴
孔誾（孔愉の子）の子として生まれた。はじめ郡の孝廉として選抜され、功曹史・著作佐郎・太子舎人・鎮軍司馬を歴任した。司徒左西掾に任じられたが、受けないうちに母の死に遭って喪に服した。隆安5年（401年）、喪中にあって建威将軍・山陰県令として再起を命じられたが、就任しなかった。劉裕が孫恩の乱を討つべく、たびたび会稽にやってくると、孔靖は礼をもって接遇したため、劉裕に厚遇された。
桓玄が簒奪の野心をあらわにしてくると、劉裕は山陰県で起兵する計画を立てた。孔靖は山陰県が建康から遠く、桓玄がまだ登極したわけでもないことから、桓玄の簒奪が明らかになるのを待ち、京口で起兵するよう勧めた。劉裕は孔靖の意見のとおりにした。虞嘯父が征東将軍・会稽国内史となると、孔靖は征東府司馬の任を求めたが、得られなかった。劉裕が桓玄の乱を平定すると、孔靖は内史に任じられ、夜間に舟に乗って会稽に入った。虞嘯父はもともと桓玄の任じた内史であったため、桓玄が敗れたと聞くと、城門を開いて問罪を願い出た。孔靖は虞嘯父を慰労し、着任すると領内の治安を回復させた。召還されて右衛将軍の号を受け、給事中の位を加えられたが、受けなかった。
まもなく侍中の位を受け、会稽国中正を兼ねた。琅邪王大司馬司馬に転じた。まもなく呉興郡太守として出向し、冠軍将軍の号を加えられた。尚書右僕射に任じられたが、固辞して受けなかった。義熙8年（412年）、都督五郡諸軍事・征虜将軍・会稽国内史となった。義熙10年（414年）、再び尚書右僕射に任じられ、散騎常侍の位を加えられたが、また固辞して受けなかった。ほどなく領軍将軍の号を受け、散騎常侍の位を加えられ、揚州大中正をつとめた。義熙12年（416年）、致仕して、金紫光禄大夫の位を受けた。この年、劉裕が後秦に対して北伐をおこなうと、孔靖は従軍を求め、太尉軍諮祭酒・後将軍となり、関中や洛陽の平定に従った。劉裕が相国となると、孔靖も相国府に移った。
南朝宋が建てられると、孔靖は尚書令に任じられ、散騎常侍の位を加えられたが、固辞して受けなかった。侍中・特進・左光禄大夫の位を受け、辞職して故郷に帰った。永初元年（420年）、劉裕が即位すると、孔靖は開府儀同三司の位を与えられたが、連年にわたって固辞して、ついに受けなかった。永初3年（422年）、死去した。享年は76。侍中・左光禄大夫・開府儀同三司の位を追贈された。

## 子女
- 孔山士（侍中・会稽郡太守）
- 孔霊符
- 孔霊運

## 伝記資料
- 『宋書』巻54 列伝第14
- 『南史』巻27 列伝第17